# Mauvais Larron
Le Mauvais Larron est un bandit mentionné par les Évangiles synoptiques. Condamné à la mort sur la croix en même temps que son comparse, le Bon Larron, et Jésus-Christ.
Selon les Évangiles synoptiques, les deux larrons furent crucifiés de part et d'autre de Jésus, « les soldats clouèrent Jésus sur la croix et mirent aussi les deux malfaiteurs en croix, l'un à sa droite, l'autre à sa gauche », mais il n'est jamais précisé de quel larron il s'agit (Mt, 27:38 ;  Mc, 15:27-28 ; Luc, 23:33). Ensuite le mauvais Larron injurie Jésus alors que le bon Larron prend sa défense.
Dans l'Évangile apocryphe de Nicodème du IVe siècle, le mauvais Larron reçoit le nom de  Gesmas  ou de « Gestas ». Des textes plus antiques l'appellent « Maggatras » (Capnatas, Gamatras) ou « Camma », tandis que, dans l'Évangile arabe de l'Enfance, il s’agit de « Dumachus ».

## Exégèse
Pour Étienne Trocmé, quand Marc rappelle la prophétie des Écritures « il était compté parmi les malfaiteurs » (Mc, 15:28), celui-ci utilise probablement un procédé relevant de l'intertextualité, rappelant une prophétie du Livre d'Isaïe qui associe Jésus à deux malfaiteurs.

## Le pendant du bon Larron
Gesmas est opposé au Bon Larron, considéré comme le premier saint de l'Église catholique, qui le commémore le 25 mars comme « le Saint Brigand (sanctus latro), qui confessa le Christ sur la croix ». 
L'Église orthodoxe célèbre le 12 octobre du calendrier julien (25 octobre grégorien) la « mémoire du Bon Larron ».